# (5248) Scardia
(5248) Scardia (1983 GQ) – planetoida z pasa głównego asteroid okrążająca Słońce w ciągu 3,31 lat w średniej odległości 2,22 j.a. Odkryta 6 kwietnia 1983 roku.